# مارتن إتش. كينلي
مارتن إتش. كينلي هو سياسي أمريكي، ولد في 11 أغسطس 1887 في شيكاغو في الولايات المتحدة، وتوفي بنفس المكان في 29 نوفمبر 1961 بسبب قصور القلب. نشط حزبياً في الحزب الديمقراطي. وقد انتخب عمدة شيكاغو ‏ (15 أبريل 1947 – 20 أبريل 1955).